# Mellemamerika
Mellemamerika eller Centralamerika er området mellem den sydlige grænse i Mexico i Nordamerika, og den nordvestlige grænse i Colombia i Sydamerika. Geografer betragter ikke Mellemamerika som et kontinent; det betragtes normalt som en geografisk del af Nordamerika. Nogle geografer kalder Mellemamerika for en stor landtange; i denne geografiske betydning, er dette nogle gange inklusive den del af Mexico som ligger øst for Tehuantepec-landtangen. Det er en udbredt holdning, at Mellemamerika ligger indenfor grænserne af landene mellem Mexico og Colombia. I området bruges betegnelsen Centralamerika. Mange regner ikke Panama (som tidligere tilhørte Colombia) samt Belize (tidligere Britisk Honduras og et caribisk land), som en del af Centralamerika/Mellemamerika.

## Definition
I den hyppigst anvendte definition, består Mellemamerika af disse 7 lande:
- Guatemala
- Belize
- Honduras
- El Salvador
- Nicaragua
- Costa Rica
- Panama

## Geografi
Mellemamerika har dermed et areal på omkring 540.000 km² og en bredde mellem Stillehavet og det Caribiske Hav spændende fra 560 km til 50 km. Der er flere bjergkæder i Mellemamerika, de længste er Sierra Madre de Chiapas, Cordillera Isabelia og Cordillera de Talamanca. Det højeste bjerg i Mellemamerika er 4.220 meter højt og hedder Volcán Tajumulco.

## Historie
Før europæerne ankom var Mellemamerika primært befolket af Mayaerne. Den sydlige del af Mellemamerika var opdaget af Spanierne i Marts 1501. Men det var først et år senere på Christoffer Columbus' 4 rejse at hele den Mellemamerikanske Caribiske kyst var udforsket.
Desuden var der i det tidlige 19. århundrede et land ved navn Mellemamerika, som bestod af de nuværende lande Guatemala, Honduras, El Salvador, Nicaragua og Costa Rica (og en del af den moderne mexicanske stat Chiapas). Dette land var også nogle gange kendt som Mellemamerikas Forenede Provinser eller Mellemamerikas Forenede Stater.
Det beslægtede udtryk Mesoamerika anvendes normalt om de præ-columbianske indianske kulturer i området, der bredte sig mod nord til det centrale Mexico.